# 박은정 (번역가)
박은정은 대한민국의 러시아어 번역가이다. 조선대학교 러시아어과를 졸업하고 러시아 페테르부르크 게르친 국립사범대학교에서 언어학 석사와 박사 학위를 받았다. 노벨문학상 수상 작가 스베틀라나 알렉시예비치의 저작 《전쟁은 여자의 얼굴을 하지 않았다》를 번역했다.

## 저작
- 스베틀라나 알렉시예비치 작품(문학동네)
  - 아연 소년들
  - 전쟁은 여자의 얼굴을 하지 않았다

- 레프 톨스토이 작품(펭귄클래식)
  - 무도회가 끝난 뒤
  - 이반 일리치의 죽음